# Jellum
Jellum is een dorp in de gemeente Leeuwarden, in de Nederlandse provincie Friesland. Jellum ligt ten zuidwesten van de stad Leeuwarden, tussen Boksum en Weidum, langs de Hegedyk, de dijk van de vroegere Middelzee. Ten oosten looptt de Zwette en de N31. In 2023 telde het dorp 140 inwoners.
Jellum vormt met Beers een tweelingdorp; een deel van de bebouwde kom aan de zuidkant van Jellum hoort bij Beers. De twee dorpen hebben samen een dorpsbelangenvereniging.

## Geschiedenis
Oorspronkelijk is het dorp op een terp ontstaan, maar later ontwikkelde Jellum zich als een lintdorp langs de Hegedijk. De buurtschap Noordburen, ten noorden van Jellum groeide in de 20ste eeuw vast aan Jellum, maar door de openheid in de bebouwing zijn de twee delen nog herkenbaar.
Bij de spoorweg is nog een stinswier te vinden. De stins die hier gestaan heeft, een stenen toren, was vooral bedoeld om boeren te beschermen bij vijandelijkheden en wanneer er sprake zou zijn van hoogwater. Er heeft verder nog een state gestaan in Jellum, de state Mamminga.
In de 13e eeuw werd het dorp vermeld als Helmum, circa 1482 zowel Jhelum als Hellum, in 1495 als Hiellum, in 1505 als Hyellum en in 1526 als Jellum. De plaatsnaam duidt waarschijnlijk op een woonplaats (heem/um) van de persoon Helm.
Jellum maakte deel uit van de gemeente Baarderadeel tot deze per 1 januari 1984 opging in de nieuwe gemeente Littenseradeel. Per 1 januari 2018 maakt Jellum deel uit van de gemeente Leeuwarden.

## Kerk

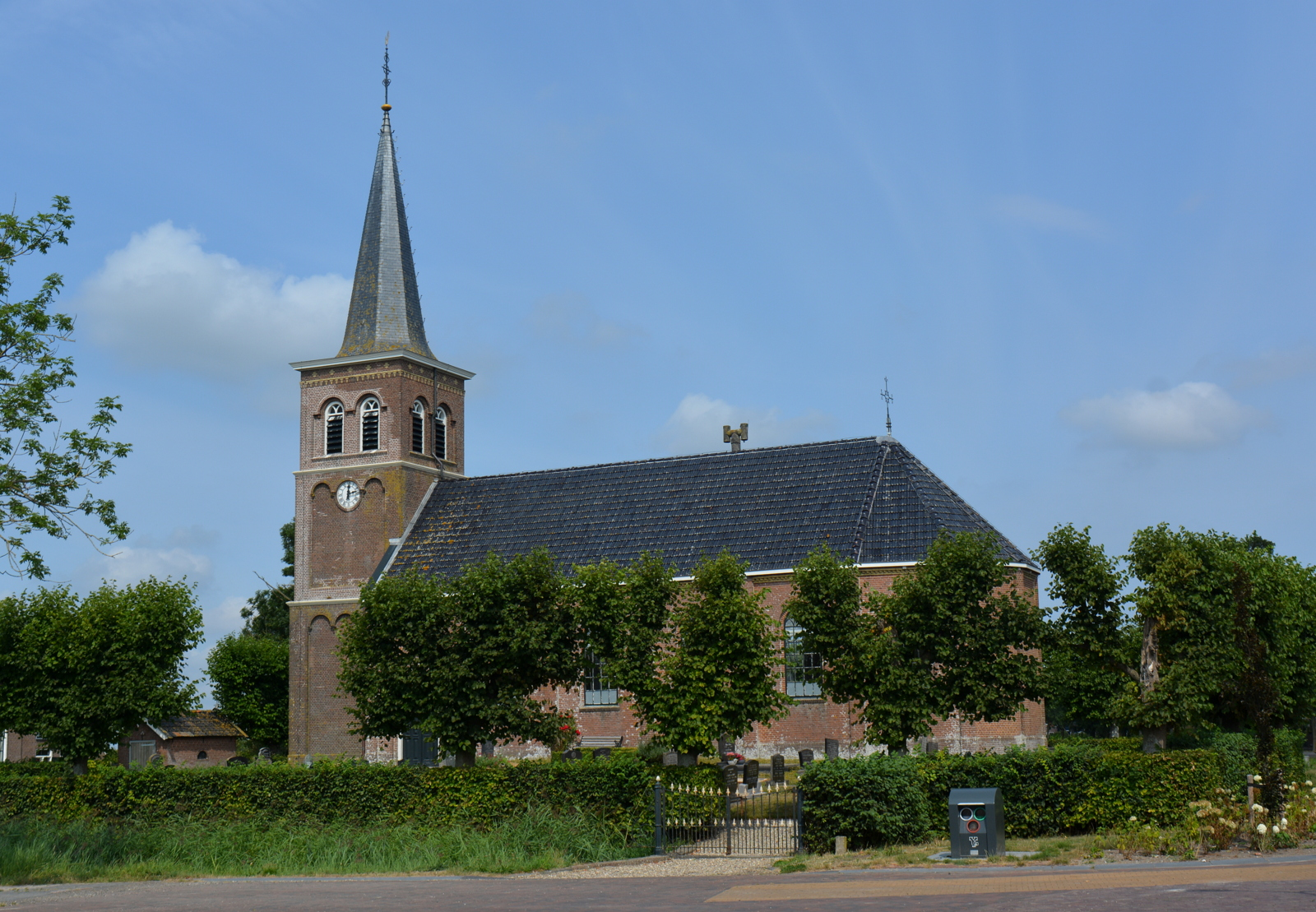
Theaterkerk Mammemahuis

De kerk van Jellum uit 1700 werd in 1832 en 1893 getroffen door bliksem. In 1983 brandde de kerk echter volledig af waarna een nieuwe kerk werd gebouwd. Dit nieuwere kerkgebouw is een vijfzijdig gesloten zaalkerk met een ingezwenkte spits. In 2022 kreeg dit kerkgebouw een nieuwe bestemming als theater en multifunctioneel gebouw, met als naam Theaterkerk Mammemahuis.

## Treinstation
Van 1883 tot 1938 had Jellum, samen met het dorp Boksum, een station aan de spoorlijn van Leeuwarden naar Stavoren, Jellum-Boxum genaamd.

## Sport
Samen met Beers heeft Jellum een kaatsvereniging De Twa Doarpen.

## Cultuur
Beers en Jellum hebben samen de toneelvereniging Nij Libben. Het dorpshuis van het tweelingdorp, genaamd d’Ald Skoalle staat in Beers.

## Geboren
- Rely Jorritsma (1905-1952), dichter, schrijver
- Piet de Boer (1946), schaatser

## Overleden
- Tiny Mulder (1921-2010), verzetsvrouw, journaliste, schrijfster en dichteres

## Openbaar vervoer
- Lijn 93: Sneek - Scharnegoutum - Deersum - Bozum - Oosterwierum - Mantgum - Jorwerd - Weidum - Beers - Jellum - Boksum - Leeuwarden